# Agnieszka Dauksza

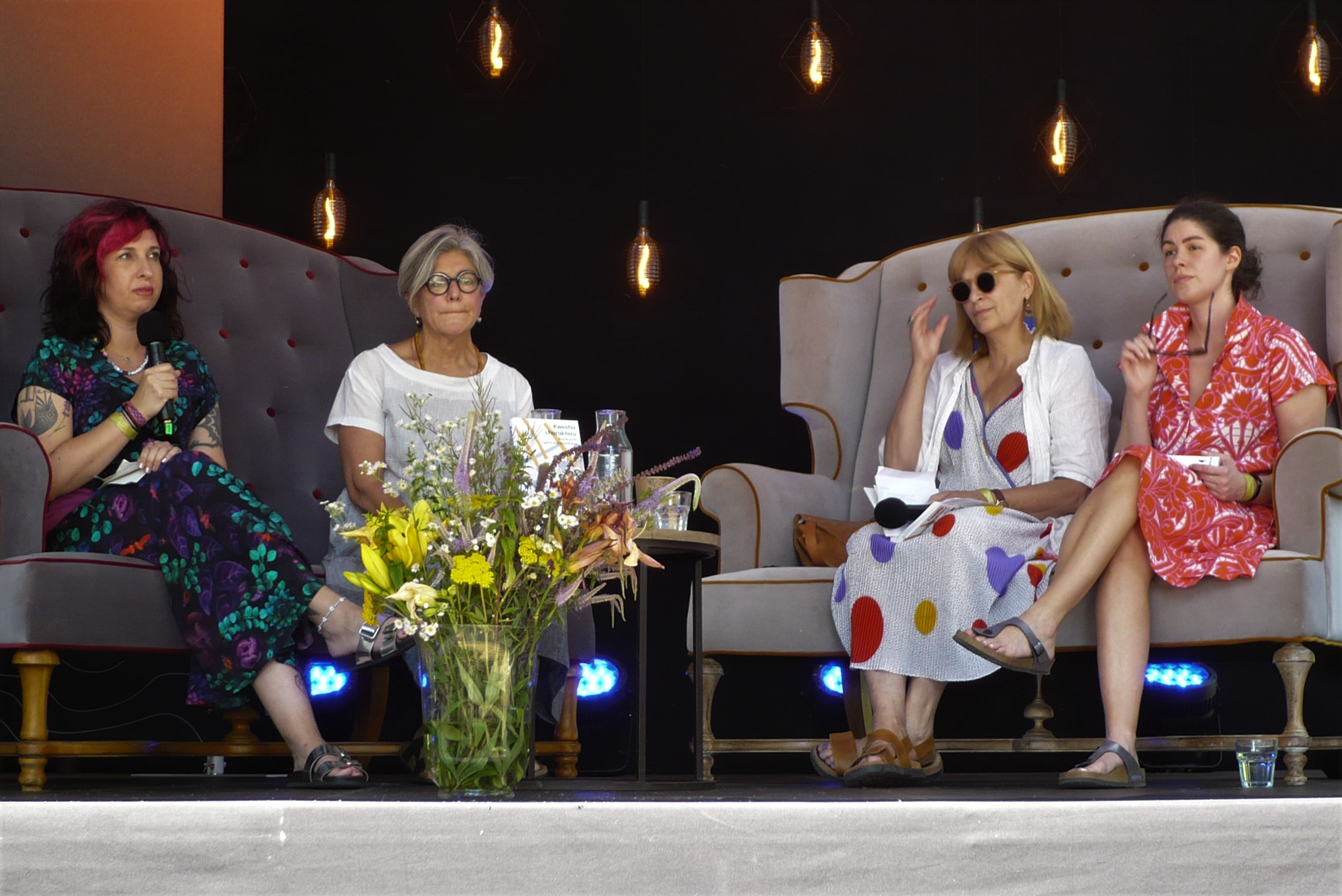
IX Festiwal Góry Literatury, 2023

Agnieszka Dauksza (ur. 1988 w Gdańsku) – polska literaturoznawczyni specjalizująca się w antropologii kulturowej, nauczycielka akademicka na Wydziale Polonistyki Uniwersytetu Jagiellońskiego, pisarka.

## Życiorys
Agnieszka Dauksza ukończyła studia polonistyczne na UJ, jej praca magisterska dotyczyła kulturowych aspektów emancypacji kobiet oraz relacji damsko-męskich w przestrzeni publicznej przedstawianych w literaturze przełomu XIX i XX wieku. W 2017 na podstawie rozprawy pt. Afekt w literaturze i teorii modernizmu uzyskała na Wydziale Polonistyki Uniwersytetu Jagiellońskiego stopień naukowy doktora nauk humanistycznych w dziedzinie literaturoznawstwa (specjalność: antropologia kulturowa). Jest zatrudniona na stanowisku adiunkta w Katedrze Antropologii Literatury i Badań Kulturowych na Wydziale Polonistyki UJ, do jej zainteresowań naukowych należą kultura nowoczesności, w szczególności europejski modernizm; prowadzi zajęcia z kulturowej teorii literatury, wiedzy o sztuce, badań afektywnych i literatury międzywojennej. W latach 2010, 2011 i 2015 była stypendystką MNiSW, a w 2016 MKiDN. W 2015 została laureatką konkursu stypendialnego START Fundacji na rzecz Nauki Polskiej dla wybitnych młodych naukowców.
Jej wydany w 2016 roku Klub Auschwitz i inne kluby. Rwane opowieści przeżywców przyniósł autorce rok później Nagrodę Newsweeka im. Teresy Torańskiej za najlepszą książkę. Klub Auschwitz stanowi próbę analizy serii wywiadów z więźniami obozów koncentracyjnych pod kątem pamięci, polskiego doświadczenia wojny i relacji polsko-żydowskich. W roku 2018 Dauksza została finalistką Nagród Naukowych „Polityki” w dziedzinie nauk humanistycznych. W 2019 roku zaś wydała biografię malarki i rzeźbiarki Marii Jaremy pt. Jaremianka. Biografia, która w październiku tego samego roku została Krakowską Książką Miesiąca, a w roku 2020 została nominowana do Nagrody Literackiej „Nike” (i znalazła się w finale Nagrody) oraz przyniosła jej Nagrodę Literacką dla Autorki „Gryfia”.
Jest członkinią redakcji literaturoznawczych czasopism naukowych „Zagadnienia Rodzajów Literackich” i „Teksty Drugie”.

## Publikacje
Opublikowała ponad 60 artykułów m.in. w „Tekstach Drugich”, „Didaskaliach”, „Pamiętniku Literackim”, miesięczniku „Znak”, „Wielogłosie”.

### Książki
- Kobiety na drodze. Doświadczenie przestrzeni publicznej w literaturze przełomu XIX i XX wieku, Wydawnictwo „Universitas”, Kraków 2013. ISBN 97883-242-2325-1,
- Klub Auschwitz i inne kluby. Rwane opowieści przeżywców, słowo/obraz terytoria, Gdańsk 2016. ISBN 978-83-745-3414-7,
- Afektywny modernizm. Nowoczesna literatura polska w interpretacji relacyjnej, IBL PAN, Warszawa 2017. ISBN 978-83-658-3220-7,
- Jaremianka. Biografia, Wydawnictwo Znak, Kraków 2019. ISBN 978-83-240-5817-4,
- Ludzie nieznaczni. Taktyki przetrwania, Wydawnictwo Karakter oraz Słowo/obraz terytoria, 2024. ISBN 978-83-68059-48-9 (Karakter), ISBN 978-83-8325-160-8 (słowo/obraz terytoria).

### Współredakcja
- Kultura afektu. Humanistyka po zwrocie afektywnym, red. R. Nycz, A. Łebkowska i A. Dauksza, IBL PAN, Warszawa 2015. ISBN 978-83-64703-31-7.
- Nowa humanistyka. Zajmowanie pozycji, negocjowanie autonomii, red. P. Czapliński, R. Nycz, D. Antonik, J. Bednarek, A. Dauksza, J. Misun, IBL PAN, Warszawa 2017. ISBN 978-83-65832-58-0.
- Świadek: jak się staje, czym jest?, red. A. Dauksza, K. Koprowska, IBL PAN, Warszawa 2019. ISBN 978-83-66448-05-6.

## Nagrody i nominacje
- 2017: Nagroda Newsweeka im. Teresy Torańskiej za najlepszą książkę (Klub Auschwitz i inne kluby. Rwane opowieści przeżywców)[8][7].
- 2018: Nagrody Naukowe „Polityki” – finalistka w dziedzinie nauk humanistycznych[1].
- październik 2019: Krakowska Książka Miesiąca – Jaremianka. Biografia[9].
- 2020: finał Nagrody Literackiej „Nike” za rok 2019 za Jaremianka. Biografia[10].
- 2020: Nagroda Krakowa Miasta Literatury UNESCO – laureatka[12].
- 2020: Górnośląska Nagroda Literacka „Juliusz” za biografię Jaremianka[13]
- 2020: Gryfia – Ogólnopolska Nagroda Literacka dla Autorki przyznawana przez „Kurier Szczeciński” za biografię Jaremianka[14]

## Inne
- Film Płaszów. Odkrywka (Kraków 2013, współautorstwo, wraz z Szymonem Maliborskim)[5]
- Projekt Krakowskie sny Amona Götha (wraz z Szymonem Maliborskim, zaprezentowany podczas ArtBoom Festival w Krakowie w 2013)[15]